# Michael McNamara
Michael McNamara, né le 1er mars 1974 à Scarriff, est un homme politique indépendant irlandais. Il est député pour Clare de 2011 à 2016 et de 2020 à 2024 et député européen d'Irlande pour la circonscription du Sud depuis juillet 2024. 

## Carrière
McNamara est élu député du Parti travailliste pour Clare aux élections générales de 2011. Il est membre de l'Assemblée parlementaire du Conseil de l'Europe de 2011 à 2016. McNamara est avocat et travaille à l’OSCE et sur des projets de droits de l’homme et de démocratie de l’Union européenne et des Nations Unies. Il est candidat indépendant aux élections du Parlement européen de 2009 pour la circonscription du Nord-Ouest, mais est battu.
En mai 2015, McNamara est exclu du groupe travailliste pour avoir voté contre le gouvernement lors de la vente des actions d'Aer Lingus. C'était la troisième fois qu'il votait contre le gouvernement. Il est réintégré en septembre 2015. Il perd son siège aux élections générales de 2016.
Il est élu candidat indépendant pour la circonscription de Clare aux élections générales de 2020. Il est président du Comité spécial sur la réponse à la COVID-19 du 12 mai au 8 octobre 2020. McNamara fait campagne pour un vote « non-non » lors des Référendums constitutionnels irlandais de 2024 en tant que membre du groupe Lawyers for No,.
McNamara est élu député européen indépendant pour la circonscription du Sud lors des élections au Parlement européen de 2024 et siège au groupe parlementaire Renew Europe.